# キンカン (薬品)
キンカンは、株式会社金冠堂が製造販売元の液体外用薬。第2類医薬品である。

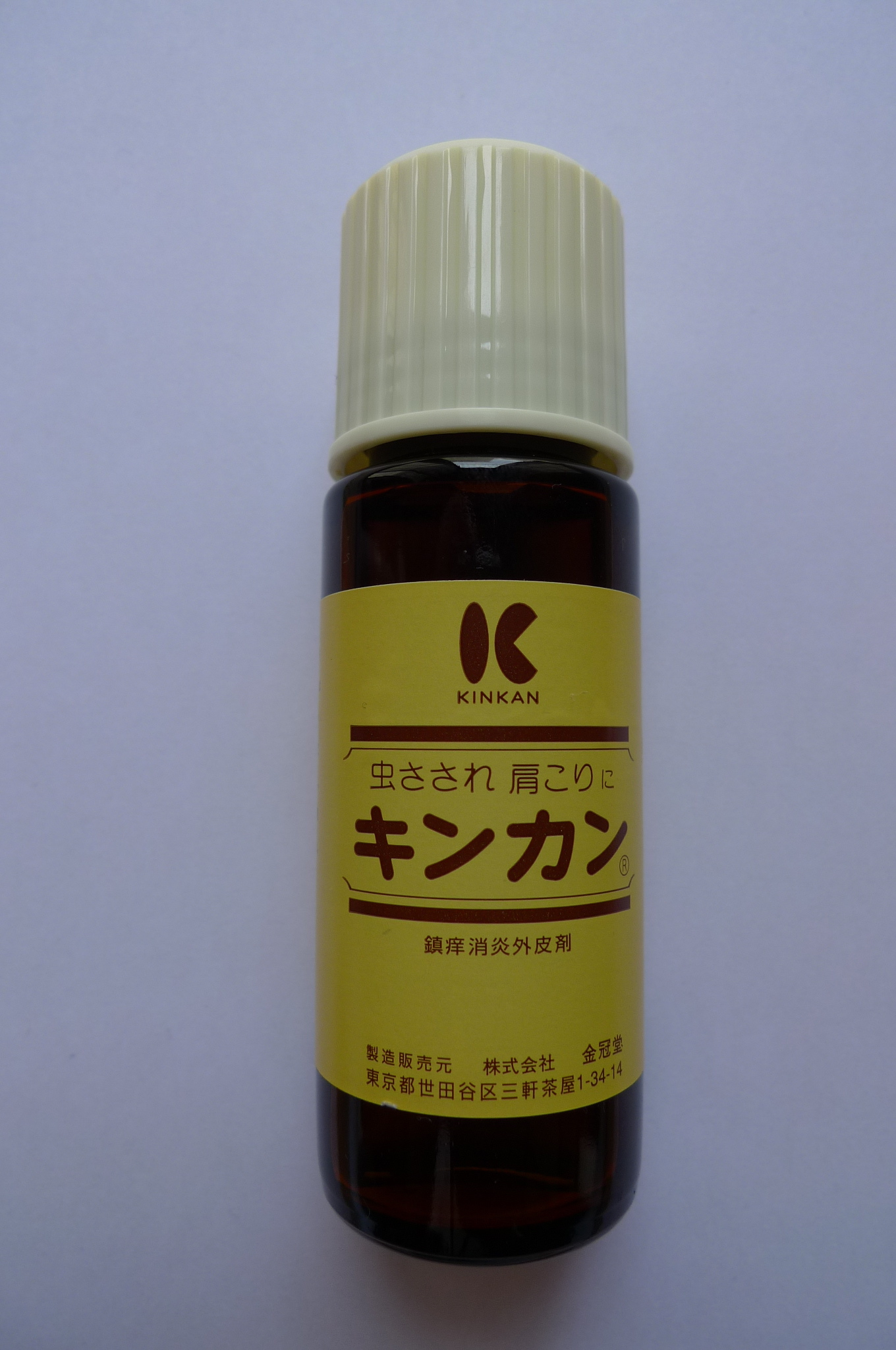
キンカン55ml

## 概要
キンカンは、アンモニア水、 l-メントール等を有効成分とする。「虫さされ、肩こりに、キンカン」のキャッチフレーズで知られ、虫刺されの薬として認知されているが、発売当初は火傷の効能がメインであった。キンカンの発明者である山﨑榮二が自ら腕に熱湯をかけ、そこにすかさずキンカンを塗るという実演販売で日本全国を回り、販売促進に努めた。山﨑の身体を張った販促活動の甲斐もあって1930年（昭和5年）に発売されてから長年、一般家庭に広く浸透している大衆薬の1つになっている。
キンカンの効能は火傷の他に「肩こり、腰痛、神経痛、リウマチ、打ち身、しもやけ、水虫、虫刺され、切り傷」といったように幅広いものがあり、かつては万能外用薬という名前を冠していた。しかし、1976年（昭和51年）の厚生省の指導による再評価によって多くの効能が削られ、再評価後は「虫さされ、かゆみ止め、肩のこり、腰の痛み、神経痛、うちみ、捻挫」に限定された。時期は不明だが、「神経痛」の項目も削られ、2022年（令和4年）8月現在では「虫さされ、かゆみ、肩こり、腰痛、打撲、捻挫」だけになっている。
この薬を塗ると清涼感があるのは、アンモニアの吸熱やメントールの気化による冷却によるものであり、この2つの物質によって独特の刺激臭も形成されている。また、アンモニアが含まれているため、傷口やかぶれ、粘膜部には使用してはいけない。
2009年（平成21年）6月の薬事法改正により第2類医薬品となったが、テレビCMの親子編（出演：グッチ裕三）の途中から「使用上の注意をよく読んで正しくお使い下さい」の表示テロップがなくなった。しかし、ラジオCMでは「使用上の注意をよく読んでお使い下さい」というナレーションが放送される場合がある。2022年（令和4年）のテレビCMでは、表示テロップが復活している。「まみれ編」では、「ピンポン」の音が出ている。
2013年（平成25年）4月に台湾での発売を開始した。パッケージは日本仕様に準じるが、「キンカン」の上に漢字表記の「金冠」が追加される。
2020年（令和2年）5月28日、金冠堂は公式Twitterにて、ミュージシャンであるオーイシマサヨシが広報宣伝課長に就任したことを発表し、同時にYouTubeに公式広報チャンネルを開設。翌年も続投し、4月からは広告宣伝次長に昇進した。

## 製品の種類
2022年（令和4年）8月現在、キンカンは下記の製品に分類されている。
- キンカン（15mL,55mL,120mL） - 金冠堂が旧社名ロゴを用いていた当時は、50mlも存在していた。15mLは2010年3月に「キンカンmini」の発売5周年を記念した「キンカンmini」1本入りとして「キンカン プリスターパック」として発売され、キャップの色は通常の「キンカン」と同じく白である。翌年の2011年3月に「キンカン」のサイズバリエーション品としてリニューアルされ、通年製品化した。
- ぷちキンカン（15mL） - 2013年2月発売。女性向けにパッケージやラベルデザインを変更した製品で、中身はキンカンそのものであり、キャップの色はピンクである。2015年2月にボトルに装着して使用するピンクのシリコンケースが同梱されリニューアルした。

## 競合製品
- ムヒ（池田模範堂）
- ウナコーワ（興和）
- ムシイチ（常盤薬品工業）
- マキロン、オイラックス、アレルギール（第一三共ヘルスケア）
- サロメチール（佐藤製薬）
- ラナケインS（小林製薬）
- イーメン（大正製薬）
- ジュラール（ゼリア新薬工業）
- 日本薬局方アンモニア水（健栄製薬など）
- メンターム（近江兄弟社）
- シーブリーズ　アンティセプティック（ブリストル・マイヤーズ スクイブ→資生堂） - アメリカにおいては虫さされ、火傷、切り傷などにも効く万能薬として発売されたが、日本においては医薬部外品であるため、これらの効能は認められていない。
- タイガーバーム（イワキ）
- メンソレータム（ロート製薬）
- オーカン（協同薬品工業）